# 斯洛韋奇納河

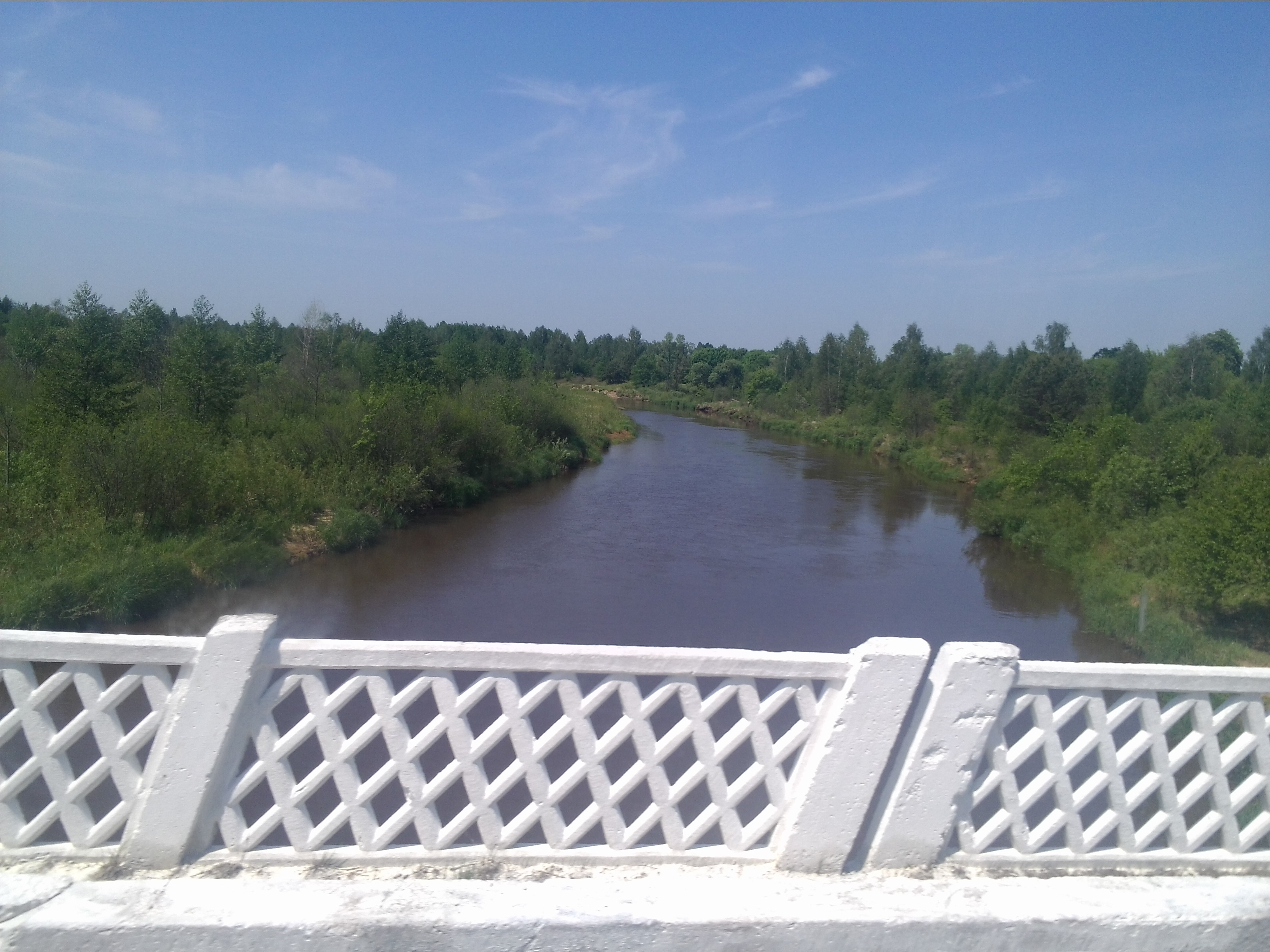
斯洛韋奇納河

斯洛韋奇納河（烏克蘭語：Словечна，白俄羅斯語：Славечна）是烏克蘭和白俄羅斯的河流，屬於普里皮亞季河的右支流，流經日托米爾州和戈梅利州，河道全長158公里，流域面積3,600平方公里，河水主要來自融雪。